# Avaray
Avaray település Franciaországban, Loir-et-Cher megyében. Lakosainak száma 680 fő (2022. január 1.). Avaray Tavers, Courbouzon, Lestiou, Mer, Saint-Laurent-Nouan és Séris községekkel határos.

## Népesség
A település népességének változása:
| Lakosok száma | 491  | 481  | 514  | 708  | 728  | 733  | 737  | 737  | 718  | 680  |
|               | 1968 | 1982 | 1990 | 2006 | 2013 | 2015 | 2017 | 2019 | 2020 | 2022 |